# Thế giới nghệ thuật
Thế giới nghệ thuật là tính chỉnh thể của sáng tác nghệ thuật (một tác phẩm, một loại hình tác phẩm, sáng tác của tác giả, một trào lưu).
Thế giới nghệ thuật nhấn mạnh rằng sáng tác nghệ thuật là một thế giới riêng được sáng tạo ra theo các nguyên tắc tư tưởng, khác với thế giới thực tại vật chất hay thế giới tâm lí của con người, mặc dù nó phản ánh các thế giới ấy. Thế giới nghệ thuật có không gian riêng, thời gian riêng, có quy luật tâm lí riêng, có quan hệ xã hội riêng, quan niệm đạo đức, thang bậc giá trị riêng,… chỉ xuất hiện một cách có ước lệ trong sáng tác nghệ thuật.
Chẳng hạn, trong thế giới truyện cổ tích, con người và loài vật, cây cối, thần Phật đều có thể nói chung một thứ tiếng người, đôi hài có thể đi một bước bảy dặm, nồi cơm vô tận ăn mãi không hết. Trong văn học lãng mạn, quan hệ nhân vật thường xây dựng trên cơ sở cảm hóa; trong văn học cách mạng, nhân vật thường chia thành hai tuyến địch – ta, người chiến sĩ cách mạng và quần chúng.
Như thế, mỗi thế giới nghệ thuật có một mô hình nghệ thuật trong việc phản ánh thế giới. Sự hiện diện của thế giới nghệ thuật không cho phép đánh giá và lí giải tác phẩm văn học theo lối đối chiếu giản đơn giữa các yếu tố hình tượng với các sự thực đời sống riêng lẻ, xem có "giống" hay không, "thật" hay không, mà phải đánh giá trong chỉnh thể của tác phẩm, xem xét tính chân thật của tư tưởng chỉnh thể của tác phẩm so với chỉnh thể hiện thực. Các yếu tố của hình tượng chỉ có ý nghĩa trong thế giới nghệ thuật của nó.
Mỗi thế giới nghệ thuật ứng với một quan niệm về thế giới, một cách cắt nghĩa về thế giới. Chẳng hạn, thế giới nghệ thuật của thần thoại gắn với quan niệm về các sự vật có thể biến hóa lẫn nhau; thế giới nghệ thuật truyện cổ tích, đặc biệt là cổ tích thần kì, gắn với quan niệm về thế giới không có sức cản; còn thế giới nghệ thuật của sáng tác hiện thực chủ nghĩa gắn với quan niệm tác động tương hỗ giữa tính cách và môi trường. Như vậy, khái niệm thế giới nghệ thuật giúp ta hình dung tính độc đáo vềtư duy nghệ thuật của sáng tác nghệ thuật, có cội nguồn trong thế giới quan, văn hóa chung, văn hoá nghệ thuật và cá tính sáng tạo của nghệ sĩ.